# 吳昂
吳昂（1470年—1544年），字德翼，號南谿，浙江嘉興府海鹽縣人，明朝政治人物。

## 生平
成化六年出生。弘治十七年（1504年）甲子科浙江鄉試第十四名舉人。弘治十八年（1505年）中式乙丑科會試第一百三十二名，三甲第四十一名進士。授宣城縣知縣，改新建縣。歷南京刑部主事，告歸。六年後，起為南京兵部武選司署員外郎事主事，十四年（1519年）四月擢雲南按察司僉事，十五年四月調任福建佥事，嘉靖二年（1523年）十月升山東按察司副使，致仕歸。數年後，又于嘉靖八年（1529年）拜原官，五月轉升福建左參政。十年五月進右布政使，十一年八月引疾乞休

## 軼事
《祐山雜說》載其弘治辛酉鄉試因腹中飢餓吞食答卷之事。

## 家族
曾祖吳繼；祖父吳顯，遇例冠帶；父吳寬，母鄭氏。重庆下。